# 阿什縣 (北卡羅萊納州)
阿什县（英語：Ashe County）是美國北卡羅萊納州西北角的一個縣，北鄰維吉尼亞州，西鄰田納西州。面積1,105平方公里。根据美國2000年人口普查，共有人口24,384人。縣治傑佛遜（Jefferson）。
成立於1799年11月18日。縣名紀念州長薩穋爾·阿什 （Samuel Ashe）。